# 10439 van Schooten
10439 van Schooten eller 6676 P-L är en asteroid i huvudbältet som upptäcktes den 24 september 1960 av den nederländsk-amerikanske astronomen Tom Gehrels och det nederländska astronomparet Ingrid van Houten-Groeneveld och Cornelis Johannes van Houten vid Palomarobservatoriet. Den är uppkallad efter den nederländske matematikern Frans van Schooten.
Asteroiden har en diameter på ungefär 8 kilometer.